# Jász Attila
Jász Attila (Szőny, 1966. március 26. –) magyar költő, szerkesztő, esszéíró. Írói álneve: Csendes Toll.

## Életpályája
Szülei: Jász István és Fitos Irén. 1985–1988 között a Veszprémi Vegyipari Egyetem hallgatója volt. 1988–1991 között művelődési házban dolgozott. 1989 óta publikál. 1989–1993 között az Eszterházy Károly Főiskola diákja volt. 1991–1994 között a Nevelési Tanácsadó Intézet csoportvezetője volt. 1993 óta a tatabányai Új Forrás szerkesztője és főszerkesztő-helyettese, 2010-től főszerkesztője. A Szépírók Társasága érdekvédelmi szövetség tagja.

## Magánélete
1993-ban házasságot kötött Jenei Gabriellával. Három gyermekük született: Anna (1994), Máté (2001) és Barnabás (2004).

## Művei
- A megértés nehézségei. Komárom-Esztergom megyei pályakezdő költők. Belinszki Zoltán, Horvatics László, Jász Attila, Mári Sándor József, Révész István versei; vál., szerk. Tóth László; JAMK–Új Forrás, Tatabánya, 1992 (Új Forrás könyvek)
- Daidaloszi napló (versek); Tevan, Békéscsaba, 1992
- Jelzések könyve (versek, 1997)
- Gaál József–Jász Attila: Nosis hermeticus; s.n., s.l., 1998 (Gorgo füzetek)
- A lebegés-történet. Tata madártávlatból (kispróza-ciklus, 1998)[1]
- Miért Szicília? Részletek egy elveszett naplóból (vers és esszé, 1998)
- Gaál József–Jász Attila: A pillanat jelzései. Henri Michaux emlékére; Arcus, Vác, 1999
- Az ellenállás formái (2000)
- A szökés gyakorlása. Kézikönyv kezdőknek és haladóknak (versek, 2004)
- Fékezés. Improvizációk ugyanarra és másokra (versek, 2006)
- Xantusiana avagy Egy regényes élet kalandjai; Kalligram, Pozsony, 2007
- Angyalfogó (gyermekversek, 2008)
- Fürdőkádból a tenger, avagy különbségben a hasonlóság (esszék, 2009)
- Alvó szalmakutyák, avagy áldozati ének (versek, 2010)
- Isten bőre (versek, 2011)
- Naptemplom villanyfényben (versek, 2011)
- Csendes Toll élete. Avagy A–Z örökké valóság (próza, 2012)
- Behunyt szemmel. Részlet. Versek / Mit geschlossenen Augen. Detail. Gedichte; németre ford. Kalász Orsolya, Matthias Kniep; Hochroth Budapest, Budapest, 2013
- Belső árnyék (vers, 2013)
- Szárnyas csiga. Átiratok, Myth & co (vers, 2014)
- Csendes Toll utazik (próza, 2015)[2]
- el (versek, 2016)
- Boldog temető; Kortárs, Budapest, 2017
- Belső angyal; Kortárs, Budapest, 2019 (Kortárs vers)
- Csendes Toll: Bölénytakaró avagy Hogyan lehetsz indián; Kortárs, Budapest, 2020 (Kortárs vers)
- Gyukics Gábor–Jász Attila–Wirth Imre: Az utolsó indiánkönyv; PIM, Budapest, 2021
- Felhőfoszlányok a hajnali fűben (Útinaplók, 2012–2022); Kortárs, Budapest, 2022

## Díjai, kitüntetései
- NKA-ösztöndíj (1997)
- Móricz Zsigmond-ösztöndíj (1998)
- Soros-ösztöndíj (1999)
- Vörösmarty-pályázat fődíja (2000)
- Komárom Esztergom Megyéért díj (2000)
- Radnóti-díj (2000)
- NKA nagyösztöndíj (2001)
- József Attila-díj (2003)
- Örkény István-ösztöndíj (2004)
- Zelk Zoltán-díj (2005)
- Megyei Prima-díj (2006)
- Arany János-díj (2007)
- Irodalmi Jelen esszé-díj (2009)
- Lilla-díj (2010)
- NKA alkotói ösztöndíj (2010)
- Salvatore Quasimodo-emlékdíj (2011)
- Párhuzamos Kultúráért díj (2016)[3]